# Pachycondyla butteli
Pachycondyla butteli är en myrart som först beskrevs av Auguste-Henri Forel 1913.  Pachycondyla butteli ingår i släktet Pachycondyla och familjen myror. Inga underarter finns listade i Catalogue of Life.